# Ягодоїд чубатий
Ягодоїд чубатий (Paramythia montium) — вид горобцеподібних птахів родини ягодоїдових (Paramythiidae).

## Поширення
Ендемік Нової Гвінеї. Ягодоїд чубатий мешкає у тропічних та субтропічних гірських дощових лісах.

## Опис
Птах завдовжки 19-22 см, вагою 36-61 г. Оперення — синьо-чорно-зелене, а над очима розташована біла надбрівна смуга. Дзьоб — маленький, чорний.